# Le Cloître-Saint-Thégonnec
Le Cloître-Saint-Thégonnec (en bretó Ar C'hloastr-Plourin) és un municipi francès, situat a la regió de Bretanya, al departament de Finisterre. L'any 2006 tenia 587 habitants

## Demografia
| 1962                                       | 1968 | 1975 | 1982 | 1990 | 1999 |
| ------------------------------------------ | ---- | ---- | ---- | ---- | ---- |
| 647                                        | 566  | 518  | 561  | 566  | 569  |
| Des de 1962: població sense dobles comptes |      |      |      |      |      |

## Administració
| Període | Identitat       | Partit |
| ------- | --------------- | ------ |
| 2001-   | Jean-René Péron |        |